# Manny Charlton
Manny Charlton (vlastním jménem Manuel Charlton, 25. července 1941 La Linea Španělsko – 5. července 2022), byl skotský kytarista a jeden ze zakládajících členů skotské hardrockové skupiny Nazareth. Ve skupině působil v letech 1968 až 1990.